# Potrerillo, Oaxaca
Potrerillo är en ort i Mexiko.   Den ligger i kommunen Villa Sola de Vega och delstaten Oaxaca, i den sydöstra delen av landet, 400 km sydost om huvudstaden Mexico City. Potrerillo ligger 1 051 meter över havet och antalet invånare är 189.
Terrängen runt Potrerillo är kuperad västerut, men österut är den bergig. Potrerillo ligger nere i en dal. Runt Potrerillo är det glesbefolkat, med 8 invånare per kvadratkilometer. Närmaste större samhälle är San Vicente Coatlán, 18,5 km öster om Potrerillo. I omgivningarna runt Potrerillo växer i huvudsak blandskog.